# Ocean Software
Ocean Software (Ocean Software Ltd. u Ocean of America, Inc.) fue uno de los más grandes desarrolladores de videojuegos en Europa. La empresa fue fundada por David Ward y Jon Woods. Estuvo situada en el seis de Central Street, Manchester. Ocean desarrolló docenas de juegos para distintos sistemas como la ZX Spectrum, el MSX, la Commodore 64, la Atari ST, la Amiga, el PC y juegos para consolas como la NES y la SNES.

## Historia
Los primeros proyectos de Ocean (High Noon y Gilligan's Gold) fueron desarrollados en 1984 en casa. A finales de 1984, Ocean adquiere su anterior rival en Liverpool, la difunta desarrolladora de software Imagine, y se centra en el desarrollo y distribución de juegos. En 1984, Ocean acuerda un trato con Konami para adaptar sus juegos arcades a los microordenadores. 
- En 1985, Ocean obtuvo las primeras licencias de películas como Rambo, Cortocircuito, Cobra y Miami Vice.
- En 1986, firma una alianza con Taito para realizar versiones caseras de sus juegos arcades, de juegos como Arkanoid y Green Beret.
- En 1987, Ocean distribuye juegos originales, después de una gran cantidad de juegos basados en licencias, realizando Head over Heels, Match Day II y Wizball, considerados como clásicos por jugadores de la vieja escuela.
- El último juego realizado por Ocean fue GT 64: Championship Edition en 1998 para la Nintendo 64.
- Ocean adquiere Digital Image Design en 1998.
- Ocean fue adquirida por Infogrames en 1998 por £100,000,000 y renombrada a Infogrames UK.

## Ocean Loader (El cargador de Ocean)
Una de los características más reconocidas de los juegos de Ocean durante la era 8-bits fue el Ocean Loader. Como la mayoría de los ordenadores utilizaban casetes para almacenar los juegos, cargar un juego podía tardar varios minutos. Ocean utilizó un sistema especial para cargar que mostraba una imagen y sonaba música (solo en Commodore 64) mientras el juego estaba cargando.
La música del cargador de Ocean todavía es popular entre los fanes de los chiptunes. Existieron cinco tonos; el 1.º y 2.º fueron compuestos por Martin Galway, el 3.º por Peter Clarke, el 4.º y el 5.º por Jonathan Dunn. El primer juego que utilizó el cargador de Ocean fue el Hypersports. Hasta 1987 el cargador de Ocean fue escrito en caso por el programador de Ocean Bill Barna, desde 1987 hasta finales de la vida comercial del Commodore 64, el cargador fue reemplazado por "Freeload", escrito por el programador de la casa Paul Hughes.

## Juegos licenciados
Ocean se hizo bastante famosa por comprar los derechos para hacer videojuegos de películas y series de televisión. Muchos de los juegos licenciados combinaban varios estilos de juego, como plataformas y simuladores de conducción. Los juegos licenciados por Ocean mejor recibidos fueron Batman: la Película (1989) y Robocop 3 (1993), el cual tenía gráficos 3D en las versiones de 16 bits. También el juego de aventuras Hook (1992) obtuvo buenas críticas. Entre otros, los juegos licenciados fueron:
- The Addams Family (videojuego) (en The Addams Family: Pugsley's Scavenger Hunt)
- Jurassic Park
- Cool World
- Hook
- Rambo
- RoboCop
- Salamander
- The Simpsons
- The Terminator
- Transformers
- Total Recall
- Batman
- Animal
- Waterworld
- Los intocables
- Darkman

## Títulos bien recibidos
Aunque Ocean fue famosa por sus juegos licenciados, también publicó otros títulos que fueron muy bien recibidos por el público y las revistas de videojuegos.
- The Addams Family (1992)
- Batman the Movie (1989)
- Beach Volley (1992)
- Eco (1987)
- Cabal* (1989)
- Head Over Heels (1987)
- Hook (1992)
- Midnight Resistance* (1990)
- Mr. Nutz (1994)
- New Zealand Story* (1989)
- Operation Wolf* (1989)
- Operation Thunderbolt* (1990)
- Pang* (1990)
- Parasol Stars (1992, el juego de PC fue conversión de un juego de PcEngine )
- Platoon (1988)
- Pushover (1992)
- Rainbow Islands* (1990)
- Robocop 3 (1992)
- The Simpsons: Bart vs. the Space Mutants (1991)
- Sleepwalker (1993)
- Toki* (1991)
- Where Time Stood Still (1987)
- Wizball (1988)
- Wizkid (1992)
- Worms (1994)

* Los títulos marcados con asteriscos(*) son de arcades.